# Rosa Estruch Espinós
Rosa Estruch Espinós (San Juan de la Frontera, 1915 - Valencia, 27 de junio de 1978), fue una maestra y política española, concejala republicana y alcaldesa de la ciudad de Villalonga, en la comarca de la Safor.

## Biografía
Rosa Estruch Espinós nació en San Juan de la Frontera (Argentina) en 1915, sus padres, procedentes de Villalonga, habían emigrado en búsqueda de trabajo. Años después regresaron al pueblo, pero la situación económica les hizo emigrar de nuevo, en esta ocasión a Francia. De regreso a Villalonga, en 1936, Rosa Estruch se dedicó a impartir clases de francés. Con el triunfo del Frente Popular, durante la Segunda República española, ingresó en el Partido Comunista y fue elegida secretaria general del Partido Comunista de España de Villalonga.
Durante la guerra civil española fue concejala del ayuntamiento de Villalonga a propuesta del sindicato UGT. Con la incorporación a filas del alcalde comunista Andrés Tarazona, Rosa Estruch fue nombrada alcaldesa en pleno contexto bélico. De esta forma se convirtió en la primera alcaldesa de Villalonga. Sin embargo, su etapa como alcaldesa tan sólo duró unos meses.
Finalizada la guerra, fue detenida y encarcelada en Valencia, y el interrogatorio al que la sometieron la dejó marcada de por vida. En marzo de 1940 fue juzgada en Consejo de Guerra Sumarísimo de Urgencia, acusada de profesar ideas comunistas, de auxilio a la rebelión y de participar como miliciana, lo que le supuso una condena de quince años de cárcel. Con un estado físico cada vez más deteriorado, su cuerpo quedó inmovilizado y se quedó incapacitada. Su estancia en prisión se alternaba con períodos de ingreso en el Hospital Provincial de Valencia.
Puesta en libertad bajo prisión atenuada en 1942, permaneció bajo vigilancia hasta 1951. Pese a su invalidez, Rosa Estruch siguió con la militancia en la clandestinidad, colaborando en la reorganización del PCE en la Comunidad Valenciana. En 1952, Rosa Estruch volvió a ser encausada, la policía se presentó a detenerla, lo que resultó imposible debido a su estado de invalidez. En 1955 ingresó en el Sanatorio de La Malvarrosa de Valencia, donde le tomaron declaración, ya que le acusaban de haber participado en la guerrilla. Ante su insistencia para que compareciese ante un tribunal, fue trasladada en camilla a la sala del juicio. De nuevo le internaron en el sanatorio con vigilancia policial. Tras el informe del médico forense sobre su situación física, Rosa no volvió a ser molestada por las autoridades franquistas.
Su estancia en el Sanatorio de la Malvarrosa de Valencia, donde permaneció hasta su muerte, supone una nueva etapa en la vida de esta republicana y comunista. Rosa Estruch fue un referente para las camaradas que habían militado con ella en la República y la guerra. De tal modo que finalizada la dictadura, por el sanatorio pasaron continuamente a visitarle, algunas de las militantes republicanas y comunistas valencianas, como las hermanas Paz y Ángeles Azzati, Pilar Soler i Miquel, Ángela Sampere, María Soto, Alejandra Soler, Tomasa Cuevas o Ángeles Malonda. Los testimonios recogidos, entre los que destacan el de su camarada Joaquima Campos, que nos cuentan cómo las mujeres del PCE en los años sesenta visitaban a Rosa. Para ellas, representaba un ejemplo de la lucha que las mujeres realizaron en la defensa republicana.  Rosa Estruch se convirtió en uno de los iconos femeninos de la lucha antifranquista en la Comunidad Valenciana. Durante años, las mujeres del PCE y del Movimiento Democrático de Mujeres valencianas se repartieron las tareas de asistencia y de apoyo a esta camarada, hasta su fallecimiento el 27 de junio de 1978, después de veintidós años internada en Sanatorio.
A su muerte, en 1978, fue enterrada en una fosa común, con –según algunos datos– más de 10 000 cadáveres, por lo que ha sido imposible, hasta hoy día, descubrir sus restos mortales para poder volver a ser enterrada en Vilallonga.

## Reconocimientos
En enero de 2016 el Consell por la Mujer y por la Igualdad del Ayuntamiento de Valencia le dedicaron una calle junto a otras 43 mujeres que no han tenido la oportunidad de obtener el reconocimiento a lo largo de la historia. 
También la población de Villalonga le rindió homenaje y el 14 de julio de 2017 se inauguró el Raconcito de Rosa Estruch Espinós,un espacio público que el Ayuntamiento ha dedicado a quien fue la primera alcaldesa de la localidad.